# フランク・トリッグ

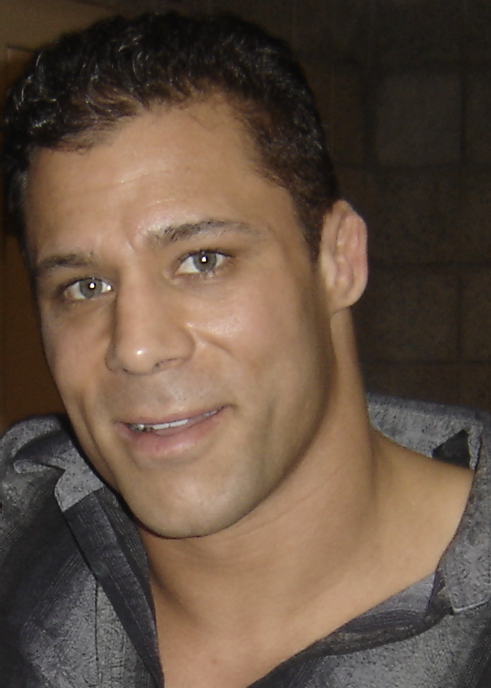
若き日のトリッグ

フランク・トリッグ（Frank Trigg、1972年5月7日 - ）は、アメリカ合衆国の男性総合格闘家、格闘技レフェリー。ニューヨーク州ロチェスター出身。エクストリーム・クートゥア/R1所属。元Icon Sportミドル級王者。
筋骨隆々の肉体を持ち、レスリング技術をベースとする。グラウンドでは関節技を狙わず、パウンドを使用する。

## 来歴
オクラホマ州立大学時代はレスリング部に所属し、NCAAディビジョン1で活躍した。
1997年、プロデビュー戦となったUSWFのミドル級（-77kg）トーナメントで優勝。この大会は掌底、ロープエスケープが認められたルールであった。
1998年5月13日、初参戦となった修斗でマセロ・アグアにTKO勝ち。10月25日にはVALE TUDO JAPAN '98でジアン・マチャドにTKO勝ち。
1999年11月21日、PRIDE初参戦となったPRIDE.8でファビアノ・イハと対戦し、TKO勝ち。
2000年12月17日、修斗で桜井"マッハ"速人と対戦し、膝蹴りでTKO負け。
2003年11月21日、UFC初参戦となったUFC 45でUFC世界ウェルター級王者マット・ヒューズに挑戦し、チョークスリーパーで一本負けを喫し王座獲得に失敗した。
2005年4月16日、UFC 52でUFC世界ウェルター級王者マット・ヒューズに再挑戦し、またしてもチョークスリーパーで一本負けを喫し王座獲得に失敗した。
2005年8月20日、UFC 54でジョルジュ・サンピエールと対戦し、チョークスリーパーで一本負けを喫した。
2006年4月21日、Rumble on the Rock 9で行われたウェルター級（-79kg）トーナメント準決勝でカーロス・コンディットに腕ひしぎ三角固めで一本負け。試合後に引退を発表した。
2006年12月1日、Icon Sportミドル級タイトルマッチで王者ジェイソン・"メイヘム"・ミラーと対戦し、サッカーボールキックでTKO勝ちを収め王座獲得に成功した。
2007年2月25日、PRIDE.33で三崎和雄と対戦し、判定勝ち。
2007年3月31日、Icon Sportミドル級タイトルマッチでロビー・ローラーと対戦し、パンチ連打でKO負けを喫し王座陥落した。
2008年4月29日、DREAM.2でホナウド・ジャカレイと対戦予定であったが、ジャカレイは練習仲間であったため直前の4月25日に欠場が発表された。
2008年8月24日、戦極初参戦となった戦極 〜第四陣〜で瀧本誠と対戦し、判定勝ち。
2008年10月3日、初参戦となったStrikeforceでファラニコ・ヴァイタレと対戦し、判定勝ちを収めた。

### UFC復帰
2009年9月19日、4年ぶりのUFC参戦となったUFC 103でジョシュ・コスチェックと対戦し、パウンドでTKO負けを喫した。
2010年2月6日、UFC 109でマット・セラと対戦し、パウンドでTKO負け。2連敗となりUFCからリリースされた。
引退後は総合格闘技のレフェリーとして活動している。

## 戦績
| 総合格闘技 戦績 | 総合格闘技 戦績 | 総合格闘技 戦績 | 総合格闘技 戦績 | 総合格闘技 戦績 | 総合格闘技 戦績 | 総合格闘技 戦績 |
| --------------- | --------------- | --------------- | --------------- | --------------- | --------------- | --------------- |
| 30 試合         | (T)KO           | 一本            | 判定            | その他          | 引き分け        | 無効試合        |
| 21 勝           | 10              | 6               | 5               | 0               | 0               | 0               |
| 9 敗            | 4               | 4               | 1               | 0               | 0               | 0               |

| 勝敗 | 対戦相手                       | 試合結果                             | 大会名                                                               | 開催年月日     |
| ×    | ジム・ウォールヘッド           | 5分3R終了 判定1-2                    | BAMMA 7: Wallhead vs. Trigg                                          | 2011年9月10日  |
| ○    | ジョン・フィリップス           | 1R 2:41 TKO（ドクターストップ）      | BAMMA 6: Watson vs. Rua                                              | 2011年5月21日  |
| ○    | ロイ・ニーマン                 | 1R 2:36 TKO（パウンド）              | Israel Fighting Championship: Genesis                                | 2010年11月9日  |
| ×    | マット・セラ                   | 1R 2:23 TKO（右フック→パウンド）     | UFC 109: Relentless                                                  | 2010年2月6日   |
| ×    | ジョシュ・コスチェック         | 1R 1:25 TKO（右ストレート→パウンド） | UFC 103: Franklin vs. Belfort                                        | 2009年9月19日  |
| ○    | ダニー・バブコック             | 5分3R終了 判定3-0                    | XCF: Rumble in Racetown 1                                            | 2009年2月14日  |
| ○    | ファラニコ・ヴァイタレ         | 5分3R終了 判定3-0                    | Strikeforce: Payback                                                 | 2008年10月3日  |
| ○    | 瀧本誠                         | 5分3R終了 判定3-0                    | 戦極 〜第四陣〜                                                      | 2008年8月24日  |
| ○    | エドウィン・デューイーズ       | 1R 1:40 チキンウィングアームロック   | HDNet Fights: Reckless Abandon                                       | 2007年12月15日 |
| ×    | ロビー・ローラー               | 4R 1:40 KO（パンチ連打）             | Icon Sport: Epic 【Icon Sportミドル級タイトルマッチ】                | 2007年3月31日  |
| ○    | 三崎和雄                       | 5分3R終了 判定3-0                    | PRIDE.33 "THE SECOND COMING"                                         | 2007年2月24日  |
| ○    | ジェイソン・"メイヘム"・ミラー | 1R 2:53 TKO（サッカーボールキック）  | Icon Sport: Mayhem vs. Trigg 【Icon Sportミドル級タイトルマッチ】    | 2006年12月1日  |
| ×    | カーロス・コンディット         | 1R 1:22 腕ひしぎ三角固め             | Rumble on the Rock 9 【ウェルター級トーナメント 準決勝】             | 2006年4月21日  |
| ○    | ロナルド・ジューン             | 5分3R終了 判定3-0                    | Rumble on the Rock 8 【ウェルター級トーナメント 1回戦】              | 2006年1月20日  |
| ×    | ジョルジュ・サンピエール       | 1R 4:09 チョークスリーパー           | UFC 54: Boiling Point                                                | 2005年8月20日  |
| ×    | マット・ヒューズ               | 1R 4:05 チョークスリーパー           | UFC 52: Couture vs. Liddell 2 【UFC世界ウェルター級タイトルマッチ】  | 2005年4月16日  |
| ○    | ヘナート・ヴェリッシモ         | 2R 2:11 TKO（グラウンドの肘打ち）    | UFC 50: The War of '04                                               | 2004年10月22日 |
| ○    | デニス・ホールマン             | 1R 4:15 TKO（パウンド）              | UFC 48: Payback                                                      | 2004年6月19日  |
| ×    | マット・ヒューズ               | 1R 3:54 チョークスリーパー           | UFC 45: Revolution 【UFC世界ウェルター級タイトルマッチ】             | 2003年11月21日 |
| ○    | デニス・ホールマン             | 1R 3:50 TKO（負傷）                  | WFA 3: Level 3 【WFAウェルター級王座決定戦】                         | 2002年11月23日 |
| ○    | ジェイソン・メディーナ         | 1R 3:43 TKO（グラウンドの肘打ち）    | WFA 2: Level 2                                                       | 2002年7月5日   |
| ○    | ラバーン・クラーク             | 3R 2:15 ギブアップ（パウンド）       | World Fighting Alliance 1                                            | 2001年11月3日  |
| ×    | 桜井"マッハ"速人               | 2R 2:25 TKO（膝蹴り）                | 修斗 R.E.A.D. 〜2000 SHOOTO〜                                        | 2000年12月17日 |
| ○    | レイ・クーパー                 | 2R 3:05 前腕チョーク                 | WEF: New Blood Conflict                                              | 2000年8月26日  |
| ○    | ファビアノ・イハ               | 1R 5:00 TKO（スタンドパンチ連打）    | PRIDE.8                                                              | 1999年11月21日 |
| ○    | ジアン・マチャド               | 3R 0:20 TKO（タオル投入）            | VALE TUDO JAPAN '98                                                  | 1998年10月25日 |
| ○    | マセロ・アグア                 | 2R 3:08 TKO（パウンド）              | 修斗 Las Grandes Viajes 3                                            | 1998年5月13日  |
| ○    | ダン・ギルバート               | 1R 2:45 フロントチョーク             | Unified Shoot Wrestling Federation 7 【ミドル級トーナメント 決勝】   | 1997年10月18日 |
| ○    | ハビエル・ブエンテロ           | 1R 2:35 チョークスリーパー           | Unified Shoot Wrestling Federation 7 【ミドル級トーナメント 準決勝】 | 1997年10月18日 |
| ○    | アリ・エリアス                 | 1R 10:36 KO（膝蹴り）                | Unified Shoot Wrestling Federation 7 【ミドル級トーナメント 1回戦】  | 1997年10月18日 |

## 獲得タイトル
- USWF 7ミドル級トーナメント 優勝（1997年）
- 初代WFAウェルター級王座（2002年）
- 第6代Icon Sportミドル級王座（2006年）

## 表彰
- UFC 試合部門 殿堂入り（2015年）